# Love Will Find a Way (film 1908)
Love Will Find a Way è un cortometraggio muto del 1908 diretto da Edwin S. Porter.

## Trama
All'albergo Bertolini, a Napoli, giunge una famiglia di turisti americani: John Richman, la moglie e il figlio Jack. Quest'ultimo si innamora subito di una bella cantante di strada italiana, suscitando le obiezioni del vecchio Richman che minaccia di diseredarlo se continuerà quella storia. Jack, allora, mette a punto un piano per scucire un po' di soldi al padre. In combutta con l'albergatore, finge il proprio rapimento che viene compiuto dai camerieri travestiti da briganti. Quando il padre riceve una lettera di riscatto di duemila dollari, i falsi briganti lo bendano e, sotto la direzione del figlio, lo portano in giro facendogli credere di attraversare montagne, fiume e quant'altro. Completamente sfiancato, Richman incontra finalmente il figlio. Paga il riscatto che viene girato subito al figlio e si abbandona tra le braccia dell'amato Jack che adesso ha i soldi per sposare la ragazza.

## Produzione
Il film fu prodotto dalla Edison Manufacturing Company.

## Distribuzione
Distribuito dalla Edison Manufacturing Company, il film - un cortometraggio in una bobina - uscì nelle sale cinematografiche degli Stati Uniti il 24 giugno 1908.